# Kikonai
Kikonai (木古内町?) è una cittadina giapponese della prefettura di Hokkaidō.